# Nafamostat
Nafamostat ist ein synthetisch hergestellter Wirkstoff aus der Gruppe der Proteaseinhibitoren. Es wurde in Japan 1986 als Futhan auf dem Markt eingeführt zur parenteralen Behandlung der akuten Symptome einer Bauchspeicheldrüsenentzündung (Pankreatitis) und zur Anwendung bei bestimmten Blutungskomplikationen (disseminierten intravasalen Koagulopathie, Verhinderung der Gerinnung bei der Hämodialyse bei Patienten mit blutenden Läsionen oder Blutungstendenzen während der extravaskulären Zirkulation). Der Wirkstoff ist ferner ein potentieller Kandidat für die Therapie von COVID-19.
Chemisch ist Nafamostat ein Abkömmling (Derivat) der p-Aminobenzoesäure. 

## Eigenschaften
Arzneilich wird der Wirkstoff als Nafamostatmesilat, also als das Salz der Methansulfonsäure, eingesetzt. Es ist ein weißes kristallines Pulver, das leicht löslich in Ameisensäure, löslich in Wasser und unlöslich in Ethanol ist.
Nafamostatmesilat tritt in drei polymorphen Kristallformen auf, die anhand ihrer Pulverdiffraktogramme unterschieden werden können. Die Herstellung erfolgt durch eine Variation der Kristallisationsbedingungen.

## Synthese
Die Synthese von Nafamostat geht von der p-Aminobenzoesäure aus, das mit Cyanamid zur 4-Guanidinobenzoesäure und danach mit Thionylchlorid zum entsprechenden Säurechlorid umgesetzt wird. Eine Veresterungsreaktion mit 6-Amidino-2-naphtholmethansulfonat ergibt dann die Zielverbindung. Die Synthese von 6-Amidino-2-naphtholmethansulfonat startet mit dem 2-Naphthol. Im ersten Schritt erfolgt eine Bromierung in 6-Stellung. Eine nucleophile Substitution mit Kupfer(I)-cyanid führt zum entsprechenden Arylnitril, das dann säurekatalysiert mit Ammoniak zum 6-Amidino-2-naphthol umgesetzt wird. Die Veresterung mit Methansulfonsäure führt dann zum gewünschten Methansulfonat.